# کلود پینوتو
کلود پینوتو (فرانسوی: Claude Pinoteau‎؛ ۲۵ مهٔ ۱۹۲۵ – ۵ اکتبر ۲۰۱۲) یک فیلم‌نامه‌نویس و کارگردان فیلم اهل فرانسه بود.
از فیلم‌ها یا مجموعه‌های تلویزیونی که وی در آن‌ها نقش داشته است می‌توان به مرد خشمگین اشاره نمود.